# Dysdera atlantica
Dysdera atlantica är en spindelart som beskrevs av Simon 1909. Dysdera atlantica ingår i släktet Dysdera och familjen ringögonspindlar.
Artens utbredningsområde är Marocko. Inga underarter finns listade i Catalogue of Life.